# Harpactea acuta
Harpactea acuta là một loài nhện trong họ Dysderidae.
Loài này thuộc chi Harpactea. Harpactea acuta được miêu tả năm 1997 bởi Beladjal & Robert Bosmans.